# Jacob Dawson

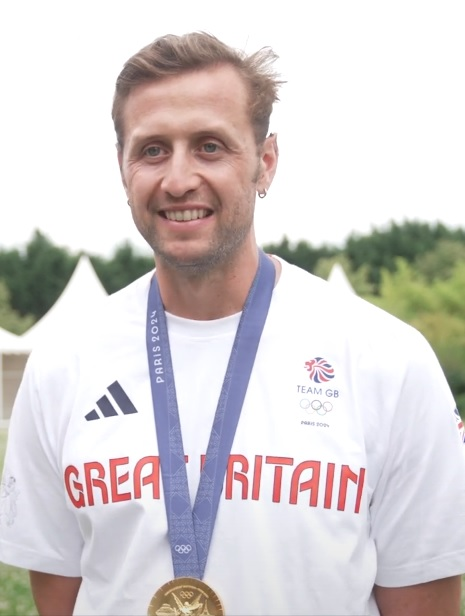
Jacob Dawson bei einem Interview während der Olympischen Spiele 2024

Jacob Dawson (* 2. November 1993 in Plymouth) ist ein britischer Ruderer, der 2021 eine olympische Bronzemedaille und 2024 Gold gewann. 2023 wurde er Welt- und Europameister im Achter.

## Karriere
Jacob Dawson trat 2017 beim Weltcup-Auftakt in Belgrad zusammen mit Matthew Rossiter im Zweier ohne Steuermann an und gewann die Regatta. Bei den Europameisterschaften 2017 erreichten die beiden den fünften Platz. Dawson wechselte danach in den Achter und belegte den siebten Platz bei den Weltmeisterschaften in Sarasota. 2018 wechselte Dawson in den Vierer ohne Steuermann. Bei den Europameisterschaften 2018 in Glasgow gewannen Thomas Ford, Jacob Dawson, Adam Neill und James Johnston die Silbermedaille hinter den Rumänen. In der gleichen Besetzung ruderten die Briten bei den Weltmeisterschaften 2018 in Plowdiw auf den dritten Platz hinter Australiern und Italienern. 2019 wechselten Ford und Dawson in den Achter. Bei den Europameisterschaften in Luzern startete der britische Achter in der Besetzung Thomas Ford, James Rudkin, Thomas George, Mohamed Sbihi, Jacob Dawson, Oliver Wynne-Griffith, Matthew Tarrant, Josh Bugajski und Henry Fieldman. Die Briten gewannen die Silbermedaille hinter dem Deutschland-Achter und vor den Niederländern. Bei den Weltmeisterschaften siegten die Deutschen vor den Niederländern und den Briten. 2021 gewann der britische Achter bei den Europameisterschaften in Varese vor den Rumänen und den Niederländern. Bei den Olympischen Spielen in Tokio siegte der Achter aus Neuseeland vor dem Deutschland-Achter und den Briten.
Nach einem Jahr Pause kehrte Dawson 2023 in den britischen Achter zurück. Bei den Europameisterschaften in Bled gewann die Crew vor den Rumänen und den Niederländern. Drei Monate später bei den Weltmeisterschaften in Belgrad siegte der britische Achter vor den Niederländern und den Australiern. 2024 gewann der britische Achter bei den Europameisterschaften in Szeged mit über zwei Sekunden Vorsprung vor dem Deutschland-Achter. Drei Monate später bei den Olympischen Spielen in Paris siegten die Briten mit einer Sekunde Vorsprung vor den Niederländern.